# Estação Timbuí
A Estação Timbuí foi uma estação ferroviária da Estrada de Ferro Vitória a Minas situada em Timbuí, distrito do município brasileiro de Fundão, Espírito Santo.

## História
A Estação Timbuí foi inaugurada em 29 de dezembro de 1904 no km 55 da Estrada de Ferro Vitória a Minas, onde teria permanecido até 1948, quando a ferrovia ganhou novo traçado, sendo a estação transferida para o km 44 e tendo funcionado pelo menos até a década de 1960.